# Eva Bonnier
Eva Fredrika Bonnier (Stoccolma, 17 novembre 1857 – Copenaghen, 15 gennaio 1909) è stata una pittrice, paesaggista, ritrattista e filantropa svedese.

## Fonti
- Margareta Gynning, Det ambivalenta perspektivet: Eva Bonnier och Hanna Hirsch-Pauli i 1880-talets konstliv, Stockholm, Bonnier-Uppsala University, 1999.
- Tor Hedberg, Bonnier, Eva Fredrika, in «Svenskt biografiskt lexikon», 5, pp. 436-438.